# Emanuelle i trgovina bijelim robljem
Emanuelle i trgovina bijelim robljem (tal. La via della prostituzione), talijanski erotski film iz 1978. godine, posljednji u režiji Joea D'Amata i ujedno zadnji službeni nastavak serijala filmova o Crnoj Emanuelli.
Film je u Italiji premijerno prikazan 20. travnja 1978. godine, godinu dana kasnije u Francuskoj, a 1980. u tadašnjoj Zapadnoj Njemačkoj.
Na međunarodnom filmskom tržištu, film je poznatiji pod engleskim naslovima Emanuelle and the Girls of Madame Claude i Emanuelle and the White Slave Trade, dok je na njemačkom govornom području poznat kao Black Emanuelle in Afrika i Sklavenmarkt der weissen Mädchen.

## Sadržaj
Istražiteljska novinarka Emanuelle (Laura Gemser) istražuje zločinačku organizaciju koja se bavi kupnjom i prodajom mladih djevojaka. Kako bi ih razotkrila, infiltrira se među njih kao jedna od djevojaka, izlažući se opasnosti.

## Uloge
- Laura Gemser - Emanuelle
- Ely Galleani - Susan Towers
- Gabriele Tinti - Francis Harley
- Venantino Venantini - Giorgio Rivetti
- Gota Gobert -	Madame Claude